# Badumna socialis
Espèce
Synonymes
- Amaurobius socialis Rainbow, 1905

Badumna socialis est une espèce d'araignées aranéomorphes de la famille des Desidae.

## Distribution
Cette espèce est endémique de Nouvelle-Galles du Sud en Australie.

## Description
La carapace de la femelle holotype mesure 5,5 mm de long sur 3,5 mm et l'abdomen 6,1 mm de long sur 4,2 mm.

## Publication originale
- Rainbow, 1905 : Studies in Australian Araneidae. No 4. Records of the Australian Museum, vol. 6, p. 9-12 (texte intégral).